# Leise rieselt der Schnee
Leise rieselt der Schnee (vertaald "Zachtjes dwarrelt de sneeuw") is een van de beroemdste kerstliedjes in de Duitse taal. Het werd geschreven in 1895 in Graudenz door de Protestantse pastoor Eduard Ebel (1839–1905) en gepubliceerd met de titel Weihnachtsgruß (vertaald "kerstgroet") in zijn album Gesammelte Gedichte. De compositie van de melodie wordt vaak aan Ebel toegeschreven, maar deze bewering word niet ondersteund, omdat Ebels eigen publicatie alleen de tekst bevat. Volgens andere bronnen is de melodie gebaseerd op volksliederen, die Ebel mogelijk zelf heeft gebruikt voor dit lied. Weer andere bronnen suggereren dat de melodie is gebaseerd op een musette (1792) van Daniel Gottlob Türk (1750–1813) echter, de gelijkenissen van de melodieën geldt alleen voor de eerste anderhalve maat.

## Het lied
Leise rieselt der Schnee,

Still und starr liegt der See,

Weihnachtlich glänzet der Wald:

Freue Dich, Christkind kommt bald.

In den Herzen ist’s warm,

Still schweigt Kummer und Harm,

Sorge des Lebens verhallt:

Freue Dich, Christkind kommt bald.

Bald ist heilige Nacht;

Chor der Engel erwacht;

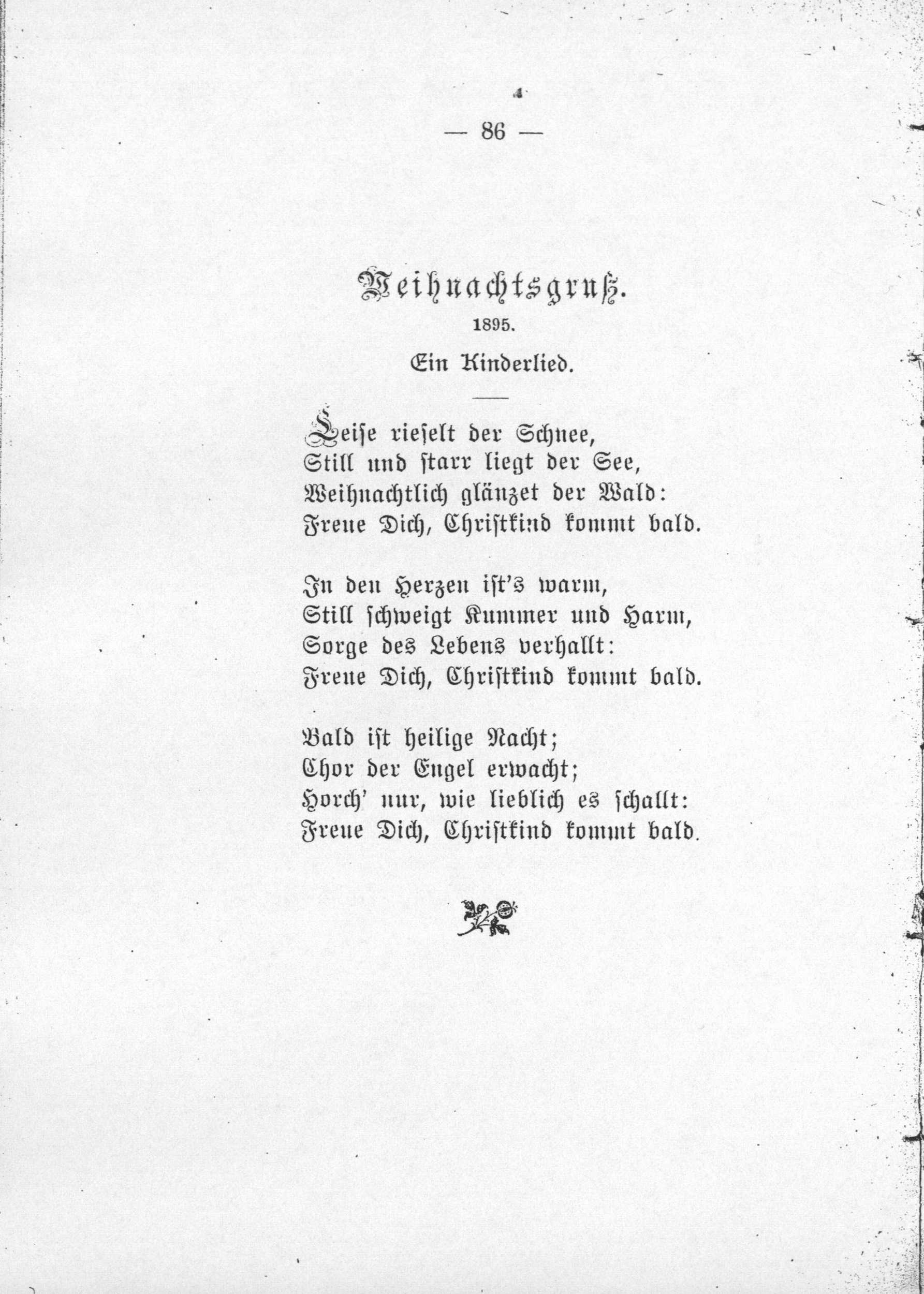
Tekst van "Weihnachtsgruß" in Eduard Ebels Gesammelten Gedichten (1895), p. 86

Horch’ nur, wie lieblich es schallt:

Freue Dich, Christkind kommt bald.

## Achtergrond
Eduard Ebel zelf beschouwde zijn gedicht oorspronkelijk simpelweg als 'een kinderlied'. Het is geen verkondigings- of geloofslied dat een liturgische plek in de adventstijd zou hebben, maar het bewaart de eerbied voor de wijding van de 'heilige nacht' en wordt gekenmerkt door de uitgesproken verwachting van de komst van het Christuskind als een lied voor de kerstperiode. De volkskundige Ingeborg Weber-Kellermann rekent het lied tot de 'meer of minder banale potpourri liederen'. Het behoort tot de bekendste kerstkinderenliederen.

## Gebruik
Het nummer werd herhaaldelijk gebruikt als sjabloon voor spottende parodieën. Schoolkinderen zongen bijvoorbeeld in de jaren tachtig;

Leise rieselt die Vier

auf das Zeugnispapier.

Horcht nur, wie lieblich es schallt,

wenn mir mein Vater ’n paar knallt!

(vertaald)

Zachtjes valt de vier

op het rapport.

Luister maar, hoe liefelijk het klinkt,

als mijn vader me een paar klappen geeft!
Een andere parodie werd geschreven door de cabaretier Dieter Süverkrüp. Uit de DRR is een parodie overgeleverd uit het jaar 1988, die een mogelijk ongeluk in een niet operationele kerncentrale Stendal als thema heeft.